# Argentina en los Juegos Olímpicos de Berlín 1936
La participación de Argentina en los Juegos Olímpicos de Berlín 1936 fue la cuarta actuación olímpica oficial organizada por el Comité Olímpico Argentino. La delegación presentó 55 deportistas y por primera vez incluyó a una mujer, la nadadora Jeanette Campbell, quien ganaría una medalla de plata. El abanderado fue el maratonista Juan Carlos Zabala.
El equipo olímpico obtuvo siete medallas (dos de oro, dos de plata y tres de bronce) y siete puestos premiados. En el medallero general ocupó la posición N.º 13 sobre 49 países participantes.
El boxeo, como fue habitual en los Juegos hasta México 1968, se destacó aportando cuatro de las siete medallas (1 de oro, 1 de plata y 2 de bronce), 3 puestos premiados y logrando la 3.ª posición en el medallero de la disciplina.
La otra medalla de oro fue ganada por el equipo de polo, en la última inclusión de ese deporte en los Juegos Olímpicos. Por su parte, la única mujer de la delegación, Jeanette Campbell obtuvo medalla de plata en 100 metros estilo libre.

## Boxeo: oro, plata y dos bronces
El equipo argentino de boxeo aportó cuatro de las siete medallas obtenidas por la delegación, una de ellas de oro, una de plata y dos de bronce. En las tablas generales del deporte, la Argentina salió 3.ª en el medallero y 2.ª en la tabla de puntaje.
 Oscar Casanovas, con 22 años, ganó la medalla de oro en la categoría peso pluma (hasta 57,152 kilos). Para ello venció primero al finlandés Åke Karlsson en octavos de final, y luego, en cuartos de final y con cierta facilidad, al polaco Aleksander Polus, quien en 1937 sería campeón europeo, llamando la atención de los observadores. En semifinales volvió a sorprender al derrotar a uno de los favoritos, el húngaro Dezso Frigyes. El combate final se realizó el 15 de agosto y Casanovas debió enfrentar al sudafricano Charles Catterall, campeón de los Juegos del Imperio Británico. Casanovas lo define sobre el final con una serie de ganchos que terminaron dándole la pelea. En su memoria, el Torneo Oscar Casanovas es uno de los más importantes del boxeo argentino.
 Guillermo Lovell, con 18 años, ganó la medalla de plata en la categoría peso pesado. Eliminó en primera ronda al dinamarqués Svend Omar Hermansen, en cuartos de final al uruguayo José Feans, por nocaut en el segundo round, y en semifinales al noruego Erling Nilsen, quien aparecía como favorito luego de ganar por nocaut sus dos peleas anteriores. La final se realizó el 15 de agosto, ante el alemán Herbert Runge, quien lo venció por puntos. Pelearon un primer round parejo y duro, pero el momento clave se produjo en el segundo round, cuando Runge tiró a Lovell a la lona. En el tercer round el alemán administró la pelea hasta ganar la medalla de oro. Su hermano, Alberto Lovell, había ganado la medalla de oro en la misma categoría en los Juegos anteriores.
 Raúl Villarreal, con 26 años, ganó la medalla de bronce en la categoría peso mediano (hasta 72,574 kilos). Villarreal venció al austriaco Hans Zehetmaier y luego al holandés Gerardus Cornelis Dekkers, para perder en semifinales con el francés Jean Despeaux, quien a la postre ganaría la medalla de oro. Para obtener la medalla de bronce venció al polaco Henryk Chmielwewski, por abandono.
 Francisco Resiglione, con 19 años, ganó la medalla de bronce en la categoría mediopesados (hasta 79,378 kilos). Resiglione venció al luxemburgués Jean-Pierre Graser y al británico Thomas James Griffin, y perdió en semifinales con el alemán Richard Vogt. En la pelea por la medalla de bronce venció por abandono al sudafricano Sydney Robey Leibbrand.
   También alcanzaron posiciones premiadas en boxeo Alfredo Carlomagno, quien salió 4.º en la categoría peso mosca (hasta 50,802 kg), Lidoro Oliver, 5.º en la categoría ligero (hasta 61,237 kg) y Raúl H. Rodríguez, también 5.º en la categoría wélter (hasta 66,678 kg).
Debido a las medallas y puestos premiados obtenidos, la Argentina clasificó 3.º en el medallero general de boxeo, y 2.ª en la tabla por puntaje. Las siguientes son las tablas de clasificación por medalla (con oro) y por puntaje.
| Boxeo: Medallero                      | Boxeo: Medallero | Boxeo: Medallero | Boxeo: Medallero | Boxeo: Medallero |
|                                       | País             |                  |                  |                  |
| ------------------------------------- | ---------------- | ---------------- | ---------------- | ---------------- |
| 1                                     | Alemania         | 2                | 2                | 1                |
| 2                                     | Francia          | 2                | 0                | 0                |
| 3                                     | Argentina        | 1                | 1                | 2                |
| 4                                     | Italia           | 1                | 1                | 0                |
| 5                                     | Hungría          | 1                | 0                | 0                |
| 5                                     | Finlandia        | 1                | 0                | 0                |
| Fuente: Resultados olímpicos. Wyniki. |                  |                  |                  |                  |

| Boxeo: posiciones por puntaje         | Boxeo: posiciones por puntaje | Boxeo: posiciones por puntaje |
|                                       | País                          | Pts.                          |
| ------------------------------------- | ----------------------------- | ----------------------------- |
| 1                                     | Alemania                      | 28,75                         |
| 2                                     | Argentina                     | 24,5                          |
| 3                                     | Francia                       | 17                            |
| 4                                     | Hungría                       | 13,75                         |
| 5                                     | Italia                        | 12                            |
| 5                                     | Estados Unidos                | 11,25                         |
| Fuente: Resultados olímpicos. Wyniki. |                               |                               |

## El polo gana la medalla de oro

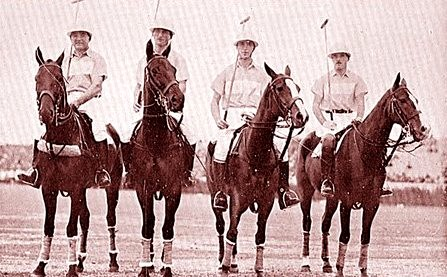
Equipo argentino de polo en Berlín 1936.

La Selección de polo de Argentina, que ya había ganado una medalla de oro en 1924, volvió a ganarla en Berlín 1936. Solo se presentaron cinco equipos (Alemania, Argentina, Gran Bretaña, Hungría y México); Estados Unidos, por su lado, una de las potencias del polo, no envió equipo. Argentina formó con Manuel Andrada (7 hcp), Roberto Cavanagh (6 hcp), Luis Duggan (6 hcp) y Andrés Gazzotti (8); Juan Nelson, figura del equipo que ganara la medalla de oro en 1924, también integró el equipo como suplente, aunque no jugó ningún partido.
Se formaron dos grupos: Argentina, Gran Bretaña y México jugaron entre sí en el Grupo A, para definir los dos equipos que jugarían la final; Hungría y Alemania, por su lado, jugaron entre sí en el Grupo B, para definir cuál de los dos diputaría la medalla de bronce, con el equipo del grupo A que no alcanzara la final.
En la primera ronda, Argentina le ganó a México 15:5, que también fue vencido por Gran Bretaña 13:11. Los dos ganadores debían jugar la final entre sí, en tanto que México jugaría por la medalla de bronce contra Hungría, que había superado a Alemania.
El partido final entre Argentina-Gran Bretaña se jugó el 8 de agosto. Argentina impuso una superioridad total ganando 11:0 (1:0;1:0;2:0;0:0;4:0;1:0;2:0). A partir de este partido, el polo no volvería a integrar el programa oficial de los Juegos Olímpicos.

## La primera mujer gana la medalla de plata en natación

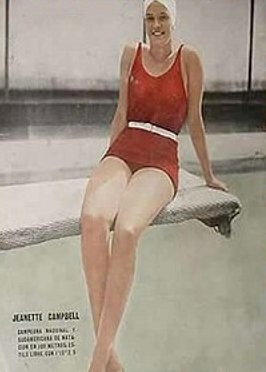
La nadadora Jeanette Campbell, primera deportista olímpica argentina, ganadora de la medalla de plata en 100 metros estilo libre y Miss Olympic Berlín 1936.

Jeanette Campbell fue la primera atleta olímpica argentina y la única mujer que integró la delegación en Berlín, además de ser la deportista más joven de la misma. Campbell fue una precursora del protagonismo femenino, en una época en la que existían todo tipo de restricciones legales, reglamentarias y culturales para ello. Había sido campeona argentina de natación a los 16 años (1932), con récord, consagrándose como figura del deporte sudamericano en el Campeonato de Natación de Río de Janeiro de 1935 —el primero que autorizó a competir a las mujeres—, donde obtuvo tres medallas de oro y tres récords sudamericanos.
Campbell llegó a Berlín para competir en una sola prueba, 100 metros estilo libre y fue la única representante de la natación argentina, que no pudo enviar otros nadadores por carencias presupuestarias. El 8 de agosto se adjudicó la serie eliminatoria con un tiempo de 1:06.8, apenas cuatro décimas por encima del récord olímpico establecido por la holandesa Hendrika Mastenbroek en la primera serie, y estableciendo un nuevo récord sudamericano. Al día siguiente se realizaron las semifinales, volviendo a ganar su serie y mejorando su tiempo en dos décimas, para relegar al segundo lugar a la plusmarquista holandesa Willie den Ouden, por una sola décima.
La final se corrió el 10 de agosto. Las figuras eran las holandesas Willy den Ouden (andarivel 4) y Hendrika Mastenbrock (andarivel 5), la argentina Jeanette Campbell (andarivel 6) y la alemana Gisela Jacob-Arendt (andarivel 7). Campbell tuvo una mala largada y comenzó última, pero a los 25 metros ya había girado tercera para alcanzar la punta a mitad de la carrera, junto a la alemana. A partir de ese punto, Mastenbrock, que había quedado relegada al sexto lugar, comenzó a acelerar su ritmo superando a Ouden, a Arendt y finalmente a Campbell, ganando la prueba con un tiempo de 1:05.9, cinco décimas menos que la argentina y nuevo récord olímpico. Campbell a su vez superó a la alemana Arendt por apenas dos décimas. Mastenbrock, obtendría en total tres medallas de oro y una de plata y sería una de las estrellas de los Juegos, junto al estadounidense Jesse Owens. Campbell, por su lado, llamó la atención por su belleza y simpatía, y fue elegida Reina de Berlín 1936.
| Natación 100 metros estilo libre femenino: final | Natación 100 metros estilo libre femenino: final | Natación 100 metros estilo libre femenino: final | Natación 100 metros estilo libre femenino: final | Natación 100 metros estilo libre femenino: final |
| Pos.                                             | Nadadora                                         | País                                             | Tiempo                                           |                                                  |
| ------------------------------------------------ | ------------------------------------------------ | ------------------------------------------------ | ------------------------------------------------ | ------------------------------------------------ |
| 1                                                | Hendrika Mastenbroek                             | Países Bajos                                     | 1:05.9 (RO)                                      |                                                  |
| 2                                                | Jeanette Campbell                                | Argentina                                        | 1:06.4                                           |                                                  |
| 3                                                | Gisela Jacob-Arendt                              | Alemania                                         | 1:06.6                                           |                                                  |
| 4                                                | Willy Den Ouden                                  | Países Bajos                                     | 1:07.6                                           |                                                  |
| 5                                                | Tini Wagner                                      | Países Bajos                                     | 1:08.1                                           |                                                  |
| 6                                                | Olive McKean                                     | Estados Unidos                                   | 1:08.4                                           |                                                  |
| 7                                                | Katherine "Peggy" Rawls                          | Estados Unidos                                   | 1:08.7                                           |                                                  |
| Fuente: Sports Reference.                        |                                                  |                                                  |                                                  |                                                  |

Debido a la Segunda Guerra Mundial (1939-1945), no se realizaron los Juegos Olímpicos pautados  para 1940 y 1944. Jeanette Campbell y miles de otros atletas vieron frustradas sus posibilidades de volver a competir olímpicamente. Campbell se casó en 1941 con Roberto Guillermo Peper, integrante del equipo de natación que obtuvo diploma en la posta de 4 x 200 en los Juegos Olímpicos de Los Ángeles 1932 y luego miembro por Argentina ante el Comité Olímpico Internacional. Juntos fueron padres de la nadadora Susana Peper, quien integró la delegación argentina a los Juegos Olímpicos de Tokio 1964, cuya abanderada fue Jeanette Campbell.

## Medalla de bronce en remo
Julio Curatella y Horacio Podestá, ambos de 25 años ganaron la medalla de bronce en remo, en la especialidad doble sin timonel. Los competidores fueron divididos en tres series, clasificando directamente a la final solo el primer equipo de cada una (polacos, húngaros y alemanes). Curatella y Podestá, llegaron segundos en la serie III, detrás de los alemanes, debido a lo cual pasaron al repechaje.
El repechaje se organizó con el mismo sistema que la primera eliminatoria, nuevamente en tres series, y en esta oportunidad los argentinos triunfaron sobre los británicos, los estadounidenses y los brasileños.
El 14 de agosto se corrió la final y Curatella y Podestá arribaron terceros con un tiempo de 8:23.0, detrás del equipo dinamarqués (8:19.2) y del equipo alemán (8:16.1). Atrás quedaron Hungría, Suiza y Polonia.

## Puestos premiados y otras actuaciones destacadas

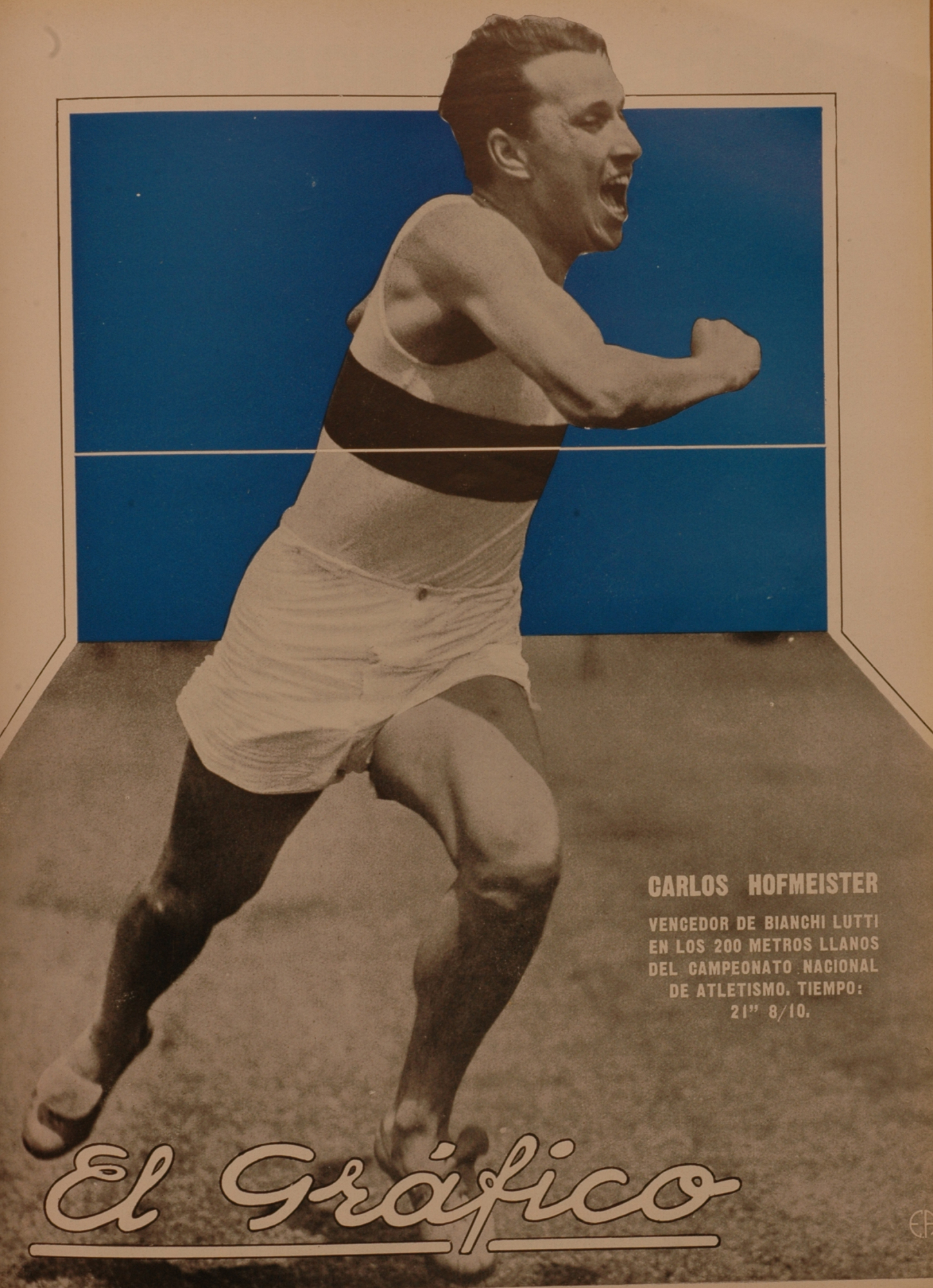
Carlos Hofmeister en 1931.

En Berlín, además del boxeo, tuvieron un desempeño destacado los equipos de atletismo, pesas y natación, obteniendo en total 7 puestos premiados, entre ellos 3 cuartos lugares.
   El boxeo obtuvo los tres diplomas ya mencionados:
- Alfredo Carlomagno (4.º), en la categoría peso mosca (hasta 50,802 kg).
- Lidoro Oliver (5.º), en la categoría ligero (hasta 61,237 kg).
- Raúl H. Rodríguez (5.º), en la categoría wélter (hasta 66,678 kg).[4]

  El atletismo obtuvo dos posiciones premiadas:
- El equipo integrado por Juan Lavenas, Antonio Sande, Carlos Hofmeister y Tomás Clifford Beswick, resultó 4.ª la posta de 4 x 100 metros, con un tiempo de 42.2.
- Juan Carlos Zabala llegó 6.º en 10000 metros, con una marca de 31:22.0.[13] Zabala había ganado la medalla de oro en la maratón de los Juegos de 1932, y si bien lideró dicha competencia durante más de la mitad del trayecto se desmayó, por lo que no pudo repetir medalla.

 La tripulación integrada por Julio Christian Sieburger, Claudio Bincaz, Germán Julio Frers, Edlef Ernesto Hossmann y Jorge Luis Linck, en la clase Rating 6 metros de yachting, llegó en 4.º lugar con 52 puntos. Sieburger volvería a participar en los Juegos Olímpicos de Londres 1948 obteniendo la medalla de plata.
 Antonio Giorgio, en remo, clasificó 6.º en single scull.
Otras actuaciones argentinas destacadas fueron:
- En atletismo, Juan Carlos Anderson llegó 7.º en 800 metros y también a la semifinal de 400 metros.[13]
- En esgrima, el equipo integrado por Roberto Larraz, Héctor Lucchetti, Ángel Gorordo Palacios, Luis Lucchetti, Rodolfo Valenzuela y Manuel Torrente, alcanzaron el 7.º lugar en la prueba de florete por equipos.
- En yachting el equipo compuesto por Rufino Rodríguez de la Torre, Mario Ortiz Sauze, Luis Aguirre, Hipólito Gil Elizalde, Rafael Iglesias y Guillermo Peralta Ramos, llegó en 7.º lugar en la Clase 8 metros.[17]

## El impacto del nazismo
Los Juegos Olímpicos de Berlín se realizaron durante el nazismo, luego incluso de que se hubieran sancionado en 1935, las leyes de Núremberg que privaron a los judíos de la ciudadanía alemana y de todo derecho y a pesar de los pedidos de boicot que se realizaron en todo el mundo. Contaron con la presencia destacada de Adolf Hitler y tuvieron como objetivo evidente legitimar la dictadura y la visión del mundo nazi.
La delegación argentina optó en general por adoptar una posición tolerante con el nazismo, justificándola a veces con la regla de que no se debía mezclar el deporte con la política. El 9 de julio, día de la Independencia Argentina, la fiesta de celebración se realizó presidida por la bandera nazi. El polista Roberto Cavanagh ha contado que él adoptó el saludo nazi ("¡Heil Hitler!") para ser bien atendido en todas partes. De manera similar la nadadora Jeanette Campbell contaba que:

En esa época —señala—, Hitler estaba en la cima de su poder. Los alemanes parecían adorarlo. Cuando se acercaba al estadio o a la Villa Olímpica, todo el mundo corría, aplaudía y gritaba, y nosotros los copiábamos. Yo no entendía nada de política, por ese entonces.

## Circunstancias
- Buenos Aires había presentado su candidatura para ser sede de los Juegos Olímpicos de 1936.[17]
- La nadadora Jeanette Campbell fue elegida Miss Olimpic por los periodistas acreditados ante los Juegos.[18]